# Helina mediana
Helina mediana este o specie de muște din genul Helina, familia Muscidae. A fost descrisă pentru prima dată de Stein în anul 1910.
Este endemică în Seychelles. Conform Catalogue of Life specia Helina mediana nu are subspecii cunoscute.